# 휴 보몬트

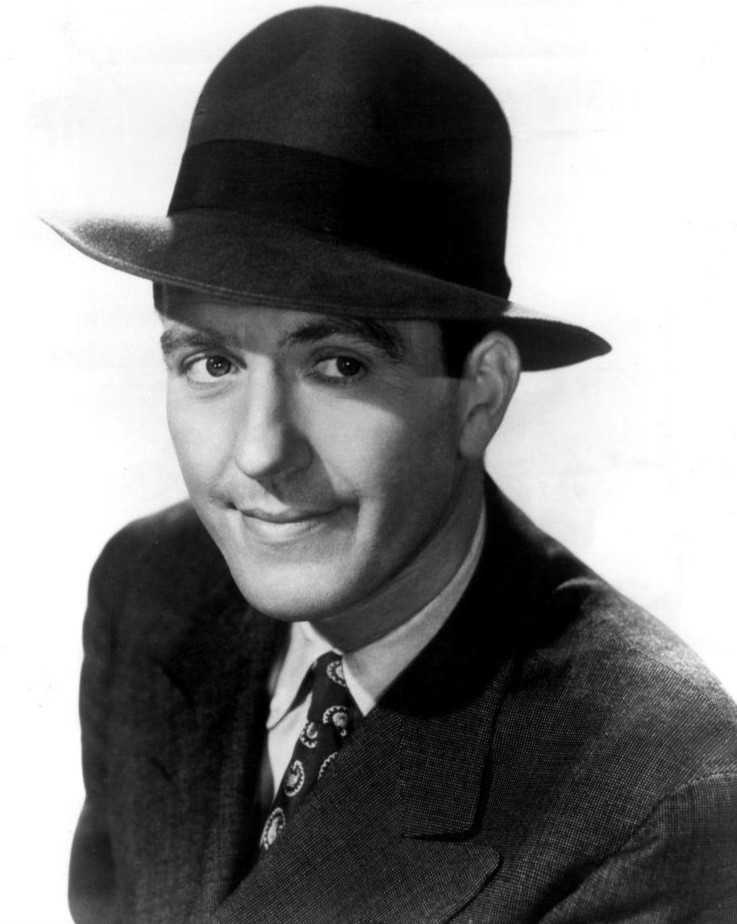

휴 보몬트(Hugh Beaumont, 1909년 2월 16일 ~ 1982년 5월 14일)는 미국의 배우, 텔레비전 배우, 영화배우, 각본가이다.
로렌스에서 태어났으며 뮌헨에서 사망하였다. 사인은 심근 경색이다.

## 영화
- 더 휴먼 듀플리케이터 (1965년)
- 비버는 해결사 - TV 시리즈 (1957년)
- 두더지 인간 (1956년)
- 달려라 래시 (1954년)
- 결혼 멤버 (1952년)
- 로스트 컨티넌트 (1951년)
- 라스트 아웃포스트 (1951년) - Lt. 펜턴 역
- 미스터 빌비디어 링스 더 벨 (1951년)
- 고 포 브로크 (1951년)
- 레일로디드 (1947년)
- 블루 달리아 (1946년)
- 블러드 온 더 선 (1945년)
- 오브젝티브 버마 (1945년)
- 윙클씨 전쟁에 가다 (1944년)
- 일곱 번째 희생자 (1943년) - 그레고리 워드 역
- 두 베리 워즈 어 레이디 (1943년)
- 리비아 상륙작전 (1942년)
- 위크-엔드 인 하바나 (1941년)
- 팬텀 라이더스 (1940년)